# Liaoningopterus
Liaoningopterus is een geslacht van uitgestorven pterosauriërs, behorend tot de groep van de Pterodactyloidea, dat tijdens het Vroeg-Krijt leefde in het gebied van het huidige China. De enige benoemde soort is Liaoningopterus gui.

## Vondst en naamgeving
De soort is in 2003 benoemd en beschreven door Wang Xiaolin en Zhou Zhimin. De geslachtsnaam is afgeleid van Liaoning en een gelatiniseerd Klassiek Grieks pteron, 'vleugel'. De soortaanduiding eert professor Gu Zhiwei, een specialist op het gebied van ongewervelden die baanbrekend werk heeft verricht bij de studie van de Jeholbiota.
Het fossiel, holotype IVPP V 13291, is bij Xiaoyougou nabij Lianhe in Liaoning gevonden in de Jiufotangformatie (Jehol-groep), Barremien- Aptien. Het ligt, niet echt in verband, op een enkele, gefragmenteerde, plaat en is platgedrukt. Het bestaat uit een gedeeltelijke schedel, de onderkaken en wat delen van het overige skelet zoals een halswervel en botten van de vleugelvinger.

## Beschrijving

### Grootte en onderscheidende kenmerken
Liaoningopterus was ten tijde van de ontdekking de grootste pterosauriër uit China beschreven en had een geschatte vleugelspanwijdte van ongeveer vijf meter.
In 2003 werd een ouderwetse diagnose gegeven in de vorm van een algemene beschrijving. De schedel is lang en laag. Praemaxillae en dentaria dragen een middenkam. De tanden zijn beperkt tot het achterste deel van de bovenkaken en onderkaken. Het tanddragende deel van de kaken strekt zich niet verder naar achteren uit dan het voorste derde deel van de fenestra nasoantorbitalis en beslaat ongeveer de helft van de schedellengte. De voorste tanden hebben een enorme grootte. De vierde tand van de praemaxillla is het grootst en de eerste en derde zijn veel kleiner dan de tweede en vierde.  

### Skelet
De schedel is zeer langgerekt en plat met een geschatte lengte van 610 millimeter. De achterkant ervan is losgeraakt en ligt in een linker- en rechterdeel apart. Er bevindt zich een lage (maximaal zeventien millimeter hoog), 120 millimeter lange en symmetrische, kam op de snuit. Hij begint bij het vijfde tandenpaar, bereikt zijn hoogste punt bij het negende paar en eindigt bij het twaalfde. De kaakrand van de bovenkaken is recht.
De zichtbare linkeronderkaak mist enkele stukken in het midden. Voor aan de onderkant draagt ook deze een kam.
De tanden zijn robuust en recht tot licht naar achteren gekromd met de grootste doorsnede op een derde van de lengte. Ze blijven beperkt tot het voorste deel van de kaken; in de bovenkaak niet verder dan een derde van de lengte van de fenestra nasoantorbitalis. Er staan er twintig in de bovenkaak en dertien of veertien in de onderkaak, dus 66-68 in totaal. Van achteren naar voren nemen ze toe in grootte tot aan het vierde paar van voren dat dubbel zo lang is als alle andere tanden. De vierde tand in de zichtbare linkerbovenkaak heeft een lengte van 81 millimeter: de grootste tand die van enige pterosauriër bekend is. De grootste tand in de onderkaak heeft een lengte van 41 millimeter. De achterste tanden zijn meestal iets naar achteren gericht en de voorste tanden meer naar voren maar de oriëntatie is erg variabel. Op de derde, vijfde, zevende, negende en elfde positie van de bovenkaak zijn kleinere tanden aanwezig. De beschrijvers verklaren deze als vervangingstanden die net uitgekomen zijn.
Van de halswervel had het wervelcentrum een lengte van 46 millimeter en een hoogte van 34 millimeter. Van de vleugelbotten is het eerste kootje van de vleugelvinger herkenbaar; het heeft een lengte van ongeveer vijftig centimeter.

## Fylogenie
Wang nam een verwantschap aan met gelijktijdige Braziliaanse vormen en plaatste Liaoningopterus in de Anhangueridae, voornamelijk vanwege de schedelkammen. Een exacte kladistische analyse van Lü Junchang uit 2006 had als uitkomst dat Liaoningopterus een basale positie had in de Anghangueridae. Een analyse van Ji Qiang in 2008 gaf Liaoningopterus in een trichotomie, een niet nader te bepalen verwantschap tussen drie vormen, met Anhanguera en Tropeognathus. Volgens het alternatieve begrippenapparaat van David Unwin zou Liaoningopterus zo tot de Ornithocheiridae behoren.
Een analyse uit 2013 had de volgende uitkomst.
|  | Liaoningopterus gui |
|  |                     |
|  | Anhanguera          |
|  |                     |

|  | Ornithocheirus simus                                                                     |
|  |                                                                                          |
|  | \| \| Coloborhynchus clavirostris \| \| \| \| \| \| Coloborhynchus wadleighi \| \| \| \| |
|  |                                                                                          |
|  | Coloborhynchus clavirostris                                                              |
|  |                                                                                          |
|  | Coloborhynchus wadleighi                                                                 |
|  |                                                                                          |

|  | Coloborhynchus clavirostris |
|  |                             |
|  | Coloborhynchus wadleighi    |
|  |                             |

|  | Ornithocheirus simus                                                                     |
|  |                                                                                          |
|  | \| \| Coloborhynchus clavirostris \| \| \| \| \| \| Coloborhynchus wadleighi \| \| \| \| |
|  |                                                                                          |
|  | Coloborhynchus clavirostris                                                              |
|  |                                                                                          |
|  | Coloborhynchus wadleighi                                                                 |
|  |                                                                                          |

|  | Coloborhynchus clavirostris |
|  |                             |
|  | Coloborhynchus wadleighi    |
|  |                             |

|  | Liaoningopterus gui |
|  |                     |
|  | Anhanguera          |
|  |                     |

|  | Ornithocheirus simus                                                                     |
|  |                                                                                          |
|  | \| \| Coloborhynchus clavirostris \| \| \| \| \| \| Coloborhynchus wadleighi \| \| \| \| |
|  |                                                                                          |
|  | Coloborhynchus clavirostris                                                              |
|  |                                                                                          |
|  | Coloborhynchus wadleighi                                                                 |
|  |                                                                                          |

|  | Coloborhynchus clavirostris |
|  |                             |
|  | Coloborhynchus wadleighi    |
|  |                             |

|  | Ornithocheirus simus                                                                     |
|  |                                                                                          |
|  | \| \| Coloborhynchus clavirostris \| \| \| \| \| \| Coloborhynchus wadleighi \| \| \| \| |
|  |                                                                                          |
|  | Coloborhynchus clavirostris                                                              |
|  |                                                                                          |
|  | Coloborhynchus wadleighi                                                                 |
|  |                                                                                          |

|  | Coloborhynchus clavirostris |
|  |                             |
|  | Coloborhynchus wadleighi    |
|  |                             |

## Levenswijze
Wang veronderstelde een levenswijze als viseter en noemde als mogelijke prooien Jinanichthys, Peipiaosteus, Protopsephurus en Sinamia.